# 贝里扎尔
贝里扎尔是巴西米纳斯吉拉斯州的一个市镇。总面积493.335平方公里，总人口4399人，人口密度8.9人/平方公里。